# Leopolda Predaroli
Leopolda Predaroli (Milano, 19 maggio 1936) è un'ex schermitrice italiana, specializzata nel fioretto. Ha vinto una medaglia d'oro ed una di bronzo ai Campionati mondiali di scherma.

## Palmarès
In carriera ha ottenuto i seguenti risultati:
Mondiali
Individuale
A squadre
- Oro nel fioretto a Parigi 1957
- Bronzo nel fioretto a Roma 1955

Universiadi
Individuale
A squadre
- Bronzo nel fioretto ad Torino 1959

Campionati italiani
Individuale
- Oro nel fioretto nel 1957

A squadre